# Rezerwat przyrody Wąwóz Myśliborski koło Jawora
Rezerwat przyrody Wąwóz Myśliborski koło Jawora – rezerwat przyrody w południowo-zachodniej Polsce, w woj. dolnośląskim, w powiecie jaworskim, w gminie Paszowice.

## Położenie
Położony jest na Pogórzu Kaczawskim nad potokiem Jawornik. Znajduje się we wschodniej części Parku Krajobrazowego Chełmy, ok. 2 km na południowy zachód od miejscowości Myślibórz, w środkowej części Wąwozu Myśliborskiego.

## Opis
Obszar rezerwatu stanowi fragment zalesionej doliny wciosowej potoku Jawornik położonej między miejscowościami Myślibórz, Myślinów i Jakuszowa.
Rezerwat został utworzony na podstawie Zarządzenia Ministra Leśnictwa i Przemysłu Drzewnego z 21 kwietnia 1962 r. (Monitor Polski z 1962 r., Nr 39, Poz. 189). Został utworzony dla ochrony ciekawych form geologicznych i wielu rzadkich gatunków roślin chronionych, oraz naturalnych zbiorowisk leśnych. Jest to rezerwat florystyczny o łącznej powierzchni 9,72 ha, z czego na rezerwat ścisły (stanowisko języcznika zwyczajnego) przypada 0,90 ha.

### Przyroda ożywiona
Rezerwat utworzono głównie dla ochrony jedynego na Dolnym Śląsku stanowiska bardzo rzadkiej, chronionej paproci, języcznika zwyczajnego, występującego na skałach zieleńcowych oraz otaczającego go naturalnego lasu mieszanego grądowego i innych rzadkich roślin: paprotnika kolczystego, jemioły jodłowej oraz śledziennicy naprzeciwlistnej. W rezerwacie występują też m.in.: wawrzynek wilczełyko, przylaszczka pospolita, lepiężnik, pierwiosnka wyniosła, rojnik górski. W czystych wodach potoku występuje ciekawy glon hildenbrandia rzeczna.
Ze ssaków występują tu sarny, dziki, wiewiórki i zające, z ptaków – myszołowy, dzięcioły, kukułki i drozdy, płazy są reprezentowane przez żaby, a gady przez żmiję zygzakowatą.

### Przyroda nieożywiona
W rezerwacie znalazły również ochronę najstarsze fragmenty krajobrazotwórcze, jakimi są relikty podmorskiego wulkanizmu – lawy poduszkowe oraz inne skały przeobrażone pochodzące ze starszego paleozoiku, głównie zieleńce, łupki zieleńcowe i diabazy oraz ordowickie łupki i fyllity, należące do metamorfiku kaczawskiego. Z późniejszego alpejskiego okresu chroniona jest krawędziowa rzeźba terenu, w której występuje paleogeńskie zrównania powierzchni z reliktami bazaltowego wulkanizmu lądowego z okresu trzeciorzędu.

## Turystyka
Przez rezerwat przechodzi szlak turystyczny
- żółty – prowadzący z Myśliborza do wsi Pomocne. Jego częścią jest ścieżka dydaktyczna.

### Punkty ścieżki dydaktycznej[3]
1. Nasz dom
2. Słoneczna łąka – opis krajobrazu Pogórza Kaczawskiego
3. Polana jaskiniowców – wpływ zmiany klimatu na rzeźbę terenu wąwozu
4. Dąb Jahna – opis lasu rosnącego w dolinie Jawornika
5. Pod Maczugą
6. Rezerwat przyrody
7. Jeleni język
8. Skała Olbrzyma
9. Sowia Skałka
10. Szwedzki Szaniec – opis zwierzyny występującej w parku
11. Dębowy Las
12. Widok